# 造船科
造船科（ぞうせんか）は、造船の設計・施工などの基本的な知識と技術を修得させる学科。工業科の専門科目のうち、「造船工学」、「造船製図」、「造船実習」などを中心に学習し、溶接等の基礎基本を学ぶ。
労働安全衛生法等の法律に基づき、ガス溶接技能講習修了証の資格等が取得できる。

## 造船科を設置している高校･専門学校･職業訓練施設
- 愛媛県立今治工業高等学校 機械造船科
- 高知県立須崎工業高等学校 造船科
- 長崎県立長崎工業高等学校 機械システム科 造船コース
- 香川県立多度津高等学校 機械科造船コース
- 山口県立下関工科高等学校機械工学科造船コース